# Kanton Villers-Farlay
Der Kanton Villers-Farlay war bis 2015 ein französischer Wahlkreis im Département Jura in der ehemaligen Region Franche-Comté. Er umfasste elf Gemeinden im Arrondissement Dole (bis 2006 Arrondissement Lons-le-Saunier); sein Hauptort (frz.: chef-lieu) war Villers-Farlay. Die landesweiten Änderungen in der Zusammensetzung der Kantone brachten im März 2015 seine Auflösung. Vertreterin im conseil général des Départements war zuletzt von 2014 bis 2015 Françoise Arnould.

## Gemeinden
| Gemeinde           | Einwohner Jahr | Fläche km² | Bevölkerungsdichte | Code INSEE | Postleitzahl |
| ------------------ | -------------- | ---------- | ------------------ | ---------- | ------------ |
| Chamblay           | 426 (2013)     | 13,82      | 31 Einw./km²       | 39093      | 39380        |
| Champagne-sur-Loue | 128 (2013)     | 3,77       | 34 Einw./km²       | 39095      | 39600        |
| Cramans            | 518 (2013)     | 8,13       | 64 Einw./km²       | 39176      | 39600        |
| Écleux             | 216 (2013)     | 6,20       | 35 Einw./km²       | 39206      | 39600        |
| Grange-de-Vaivre   | 44 (2013)      | 1,74       | 25 Einw./km²       | 39259      | 39600        |
| Mouchard           | 1162 (2013)    | 6,18       | 188 Einw./km²      | 39370      | 39330        |
| Ounans             | 380 (2013)     | 12,19      | 31 Einw./km²       | 39399      | 39380        |
| Pagnoz             | 230 (2013)     | 3,29       | 70 Einw./km²       | 39403      | 39330        |
| Port-Lesney        | 549 (2013)     | 10,91      | 50 Einw./km²       | 39439      | 39600        |
| Villeneuve-d’Aval  | 97 (2013)      | 3,99       | 24 Einw./km²       | 39565      | 39600        |
| Villers-Farlay     | 669 (2013)     | 10,04      | 67 Einw./km²       | 39569      | 39600        |